# Andrzej Bisztyga
Andrzej Michał Bisztyga (ur. w 1964 w Katowicach) – polski prawnik, konstytucjonalista, doktor habilitowany nauk prawnych, profesor nadzwyczajny Uniwersytetu Zielonogórskiego i Górnośląskiej Wyższej Szkoły Handlowej im. Wojciecha Korfantego w Katowicach.

## Wykształcenie i kariera naukowa
W 1989 ukończył studia prawnicze na Wydziale Prawa i Administracji Uniwersytetu Śląskiego (UŚ), temat pracy magisterskiej: Instytucja referendum w świecie współczesnym. W 1996 uzyskał stopień doktora nauk prawnych na podstawie napisanej pod kierunkiem Eugeniusza Zwierzchowskiego pracy pt. Europejski Trybunał Praw Człowieka. Stopień naukowy doktora habilitowanego uzyskał w 2009 na podstawie dorobku naukowego oraz rozprawy habilitacyjnej pt. Oddziaływanie Europejskiej Konwencji Praw Człowieka na porządek prawny Zjednoczonego Królestwa.
W 2009 został profesorem w Górnośląskiej Wyższej Szkole Handlowej im. Wojciecha Korfantego w Katowicach (GWSH). W latach 2011–2012 był profesorem nadzwyczajnym UŚ w Katedrze Prawa Konstytucyjnego na Wydziale Prawa i Administracji. Prorektor GWSH w latach 2012–2014. W 2014 został profesorem Uniwersytetu Zielonogórskiego (UZ) na Wydziale Prawa i Administracji UZ. Pełnił tam funkcję kierownika Katedry Systemów Ustrojowych i Praw Człowieka. W 2015 został kierownikiem Katedry Prawa i Administracji GWSH. W 2018 został kierownikiem Katedry Prawa Konstytucyjnego WPiA UZ.
Autor publikacji z zakresu prawa konstytucyjnego oraz praw człowieka, opinii i ekspertyz prawnych dla Kancelarii Prezesa Rady Ministrów, Ministra Sprawiedliwości, Departamentu Strategii i Planowania Polityki Ministerstwa Spraw Zagranicznych, Departamentu Prawnego i Orzecznictwa Kontrolnego Najwyższej Izby Kontroli, Polskiej Akademii Nauk, Komisji Ustawodawczej Sejmu, Komisji Regulaminowej, Etyki i Spraw Senatorskich Senatu, posłów i senatorów, Związku Zawodowego Górników „Solidarność”, Pracodawców Rzeczypospolitej Polskiej, członek Rady Doradczej do spraw Praw Człowieka przy Ministrze Spraw Zagranicznych (2002–2004), ekspert prawny Senatu, ekspert kancelarii adwokackich i radcowskich. Uczestnik około 80 krajowych, zagranicznych i międzynarodowych konferencji i seminariów naukowych. Członek około 10 rad naukowych i kolegiów redakcyjnych prawniczych periodyków naukowych.
Stypendysta Hague Academy of International Law, Holandia (1992); Poznańskiego Centrum Praw Człowieka, Instytut Nauk Prawnych Polskiej Akademii Nauk, Polska (1992); British Council, Leicester University, Leicester, Zjednoczone Królestwo (1998); Salzburg Seminar in American Studies, Salzburg, Austria (1998).
Visiting Professor: Toraigyrov State University, Pavlodar, Kazachstan (2013); Slovenska Akademie Vied, Ustav Statu a Prava, Modra Harmonia, Bratislava, Słowacja, (2013); Żansugurov Żetysu State University, Tałdy Korgan, Kazachstan (2014).

## Publikacje
Autor, współautor, redaktor i współredaktor około 170 publikacji (książek, artykułów, opinii i ekspertyz) z zakresu prawa konstytucyjnego oraz praw człowieka. Publikuje w Polsce, na Białorusi, w Czechach, w Kazachstanie, w Niemczech, na Słowacji, w Rumunii, w Turcji, na Ukrainie i na Węgrzech. Publikuje m.in. na łamach: Przeglądu Prawa Konstytucyjnego, Przeglądu Sejmowego, Jura (Węgry), Vestnik Karagandskogo Universiteta (Kazachstan).
Wybrane publikacje książkowe:
- Europejski Trybunał Praw Człowieka, Górnośląska Wyższa Szkoła Handlowa, Katowice 1997, s. 340.
- Европейский Суд по Правам Человека, Белорусский Центр Конституционализма и Сравнительно–Правовыхц Исследований, Миньск 2000, s. 204.
- System ochrony praw człowieka (współautorzy: B.Banaszak, K. Complak, M. Jabłoński, R. Wieruszewski, K. Wójtowicz), Wydanie drugie uzupełnione, Seria Akademicka, Zakamycze, Kraków 2005, s. 368.
- Oddziaływanie Europejskiej Konwencji Praw Człowieka na porządek prawny Zjednoczonego Królestwa, Górnośląska Wyższa Szkoła Handlowa im. Wojciecha Korfantego w Katowicach, Katowice 2008, s. 376.

Książki redagowane:
- Kierunki zmian pozycji ustrojowej i funkcji Senatu RP (współredaktor P.Zientarski), Senat Rzeczypospolitej Polskiej, Kancelaria Senatu, Warszawa 2014, s. 272[7].
- Doświadczenia ustawodawcze Polski i Kazachstanu w zakresie polityki samorządowej i mniejszości narodowych / Законодательный опыт Польши и Казахстана в области политики самоуправления и национальных меньшинств (współredaktor P. Zientarski), Wydawnictwo Adam Marszałek, Toruń 2015, s. 235.
- Aktualne problemy prawa wyborczego (współredaktorzy: Bogusław Banaszak, Anna Feja-Paszkiewicz), Acta Iuridica Lebusana, Vol. I, Uniwersytet Zielonogórski, Zielona Góra 2015, s. 484.

## Członkostwo w stowarzyszeniach naukowych
Członek Polskiego Towarzystwa Prawa Konstytucyjnego (2009); członek korespondent Academie Europeenne des Sciences, des Arts et des Letters, Paris (2013); członek Deutsch-Polnische Juristen – Vereinigung e.V., Berlin (2015).

## Nagrody i odznaczenia
Nagroda Rektora Uniwersytetu Śląskiego II stopnia za osiągnięcia naukowe (1997); Nagroda Rektora Uniwersytetu Śląskiego III stopnia za osiągnięcia naukowe (2003); Nagroda Ministra Nauki i Szkolnictwa Wyższego II Stopnia za rozprawę habilitacyjną (2010); Nagroda Indywidualna Rektora Uniwersytetu Zielonogórskiego I stopnia za osiągnięcia naukowe (2015). Odznaczony Medalem Komisji Edukacji Narodowej (2013) oraz Srebrnym (2015) i Złotym (2021) Krzyżem Zasługi. W roku 2018 uhonorowany Medalem Senatu Rzeczypospolitej Polskiej. W 2023 otrzymał Srebrny Medal „Zasłużony dla Nauki Polskiej Sapientia et Veritas”.